# Danish
Il Danish (anche conosciuto come Shithead o Kosbor) è un gioco che utilizza i mazzi di carte francesi Lo scopo del gioco è quello di finire le carte prima degli altri e termina quando tutti le hanno finite tranne uno.

## Come si gioca
Si comincia col distribuire 9 carte per ciascun giocatore: tre carte coperte, tre carte scoperte da posizionare sopra quelle coperte più tre carte in mano.
Prima di cominciare si possono scambiare come si vuole le carte scoperte con quelle in mano. Dopo ciascuna mano, e finché ci sono carte nel mazzo, bisogna pescare dal mazzo in modo da avere sempre un minimo di 3 carte in mano.
Ad ogni turno è possibile giocare una o più carte di quelle che si hanno in mano. Se sono 2 o 3 devono avere lo stesso valore. Il giocatore successivo deve rispondere con carte del medesimo valore o superiore. Nel caso si giochino 2 o 3 carte il giocatore successivo deve rispondere con lo stesso numero di carte giocate o superiore. Il turno continua finché non si eliminano le carte giocate, oppure se un giocatore non può rispondere. In quest'ultimo caso deve raccogliere le carte e prenderle in mano e si ricomincia dall'ultimo giocatore che ha giocato (facendo raccogliere le carte a terra ad un altro). Quando un giocatore elimina le carte in tavola il turno ricomincia da quest'ultimo. Una volta finite le carte del mazzo e quelle in mano si possono giocare quelle scoperte; ovviamente se ce ne sono di uguali si possono giocare assieme. Se quando si giocano le carte scoperte non si può rispondere si deve pescare dal mazzo e bisogna aspettare di finire le carte in mano per poter giocare le carte scoperte. Una volta finite le carte scoperte si giocano quelle coperte una per turno, nel caso in cui la carta che si sceglie di giocare non possa rispondere la si tiene in mano e si raccolgono anche tutte quelle a terra; si potrà ricominciare a giocare le carte coperte una volta smaltite quelle in mano. Il gioco termina quando rimane un solo giocatore con le carte e tutti gli altri le hanno finite.

### Valori delle carte
Nel Danish ci sono carte che hanno effetti particolari e si suddividono in due categorie: semi-speciali e speciali. Queste ultime possono essere giocate in qualsiasi momento durante il proprio turno e su qualunque altro tipo o numero di carte. Giocando più carte speciali assieme si avrà effetto come giocandone una sola. Le semi-speciali invece, anche se hanno un effetto, seguono la regola iniziale, cioè se si giocano in coppia o tripla si risponde con una coppia o tripla del medesimo valore o superiore (non nel caso del 7 che si risponde con medesimo valore o inferiore) e se giocate in risposta ad una coppia o una tripla devono essere lo stesso numero o superiore.
| Carta | Effetto                                                                                      | Tipologia     |
| ----- | -------------------------------------------------------------------------------------------- | ------------- |
| Sette | Si deve giocare una carta o più di valore inferiore o uguale al 7                            | Semi-speciale |
| Otto  | Fa saltare il turno a un numero di giocatori pari alla quantità di 8 giocati                 | Semi-speciale |
| Jolly | Vale come un 8 e inverte il giro                                                             | Semi-speciale |
| Due   | Annulla l'ultima carta giocata e permette al giocatore successivo di giocare qualsiasi carta | Speciale      |
| Tre   | Copia l'ultima carta giocata e l'eventuale effetto                                           | Speciale      |
| Dieci | Elimina la pila e si ricomincia dal giocatore che lo ha usato                                | Speciale      |

### Come eliminare le carte
Quando ci sono carte a terra si possono eliminare o con il 10, che le toglie tutte, oppure con 4 carte uguali assieme. In quest'ultimo caso ci sono più possibilità di eliminarle; ad esempio se un giocatore gioca una coppia di Jack quello successivo può giocare o 2 o 3 o 4 Jack e le carte così vengono eliminate. Se invece vengono giocati 3 Jack si eliminano con altri 3 o 4 Jack (non con 2) oppure è sufficiente un solo Jack.
Questa regola è valida anche per carte speciali o semi-speciali.

### Varianti
La variante più nota è quella che prevede l'utilizzo dell'asso come carta semi-speciale. Il giocatore che pone in tavola un asso o più assi sceglie quale degli avversari avrà il turno successivo al suo. Qualora l'avversario risponda si prosegue il giro da lui, qualora non risponda, come da regolamento, pesca la pila di carte ed il turno va a chi ha giocato l'asso o gli assi.
Alcune varianti del gioco utilizzano il nove come carta semi-speciale con l'effetto di invertire l'ordine del turno dei giocatori. Da antiorario ad orario e viceversa.
Altre varianti escludono i Jolly dal mazzo.
Utilizzando più di due mazzi da 52 carte si può giocare anche in più di 8 persone.
Una variante poco nota impone che il vincitore della partita deve miscelare il mazzo per quella seguente se giocata.

## Storia
Il gioco venne inventato a cavallo tra il 2009 e il 2010 a Torino in Italia. Diventó subito popolare tra i giovani come gioco da spiaggia e da ostello. Molto giocato nel Nord Europa e Nord Italia. Sconosciuta l'origine del nome del gioco, tuttavia il nome più usato è "shithead".